# Rhodesia ai Giochi della XVII Olimpiade
La Rhodesia Meridionale partecipò ai Giochi della XVII Olimpiade, svoltisi a Roma dal 25 agosto all'11 settembre 1960, con una delegazione di 14 atleti, di cui 13 provenienti dalla Rhodesia Meridionale e uno dalla Rhodesia Settentrionale, impegnati in sei discipline. Presentatasi con la denominazione "Rhodesia" rappresentò la Federazione della Rhodesia e del Nyasaland.
Fu la seconda partecipazione di questo paese ai Giochi olimpici, la prima dopo Amsterdam 1928. Non furono conquistate medaglie.